# Archostola
Archostola is een geslacht van vlinders van de familie Carposinidae, uit de onderfamilie Millieriinae.

## Soorten
- A. amblystoma Diakonoff, 1989
- A. martyr Diakonoff, 1989
- A. niphauge Diakonoff, 1989
- A. ocytoma (Meyrick, 1938)
- A. tredecim Diakonoff, 1949